# Сњежана Синовчић Шишков
Сњежана Синовчић Шишков (Сплит, 10. фебруар 1964) је хрватска позоришна, телевизијска и филмска глумица.
Дипломирала је на Академији сценских умјетности у Сарајеву 1987. године, убрзо постаје стални члан драмске дружине Хрватског народног казалишта у Сплиту. Глумила је у филму Лето када сам научила да летим.

## Награде
- Златна арена за најбољи хрватски допринос у мањинској копродукцији за филм Лето кад сам научила да летим Радивоја Андрића, 2022.
- Награда за најбољу глумицу на 31. данима хрватског филма за улогу у филму Марко Марка Шантића, 2022.
- Награда Марко Фотез за најбоље уметничко остварење у драми ХНК Сплит у сезони 2020/2021. и 2021/2022.
- Награда публике на 31. Марулићевим данима за представу Французица, 2021.
- Награда Јудит за најбоље умјетничко остварење 66. Сплитског љета у драмском програму (Французица), 2020.
- Сребрна награда Орион за најбољу споредну глумицу на Филмском фестивалу глумаца, за улогу тетке у филму Сам, 2019.
- Номинација за награду Златног студија Јутарњег листа за најбољу филмску глумицу, 2018.

## Филмографија
- Плес на гробљу (2022)
- Сигурно место (2022)
- Лето када сам научила да летим (2022)
- Туђа посла (2021)
- Марко (2021)
- Тереза37 (2020)
- Њемачки инат (2020)
- Јужно воће (2019)
- Сам самцат (2018)
- Likemeback (2018)
- Морска пјена (2016)
- Министарство љубави [] (2016)
- Прича о Мари из Велог Вароша (2013)
- Свећеникова дјецас [] (2013)
- Да ми је бити морски пас [] (1999)
- Кудуз (1989)
- Ово мало душе (1987)